# Pierre-Théodore Mengin
Pour les articles homonymes, voir Mengin et Mangin.
Pierre-Théodore Mengin, né le 28 avril 1820 à Paris et mort le 11 janvier 1864 dans sa ville natale, est un fabricant et marchand ambulant de crayons français.
Mengin, dont le nom a souvent été écrit « Mangin », fut célèbre sous le Second Empire en raison de l'originalité de son costume et de ses boniments.

## Biographie
Né le 28 avril 1820 au no 15 de la rue de Grenelle-Saint-Honoré, Pierre-Théodore Mengin est le fils de Marie-Émilie Mengin, née Wanoff (vers 1794-1839), et de Jean-Baptiste-Éléonore Mengin, ébéniste (1796-1845).
Le 21 mai 1845, Mengin, alors marchand bimbelotier, libéré du service militaire et domicilié au no 133 de la rue du Faubourg-du-Temple, épouse la fille d'un colporteur de Caen, Modeste-Alexandrine Dujardin (1826-1876). Les époux Mengin habitent dans le chef-lieu du Calvados, au no 36 de la rue aux Lisses, lors des naissances de leurs filles Caroline-Théodorine-Véronique (1846-1870), et Louise-Alexandrine (née en 1847). Ils s'installent ensuite à Paris et résident au no 162 de la rue du Faubourg-Saint-Martin au moment de la naissance de leur fille Marie-Louise, en 1853. Quelques années plus tard, c'est au no 25 de cette même voie que l'on trouve l'adresse du fabricant de crayons.

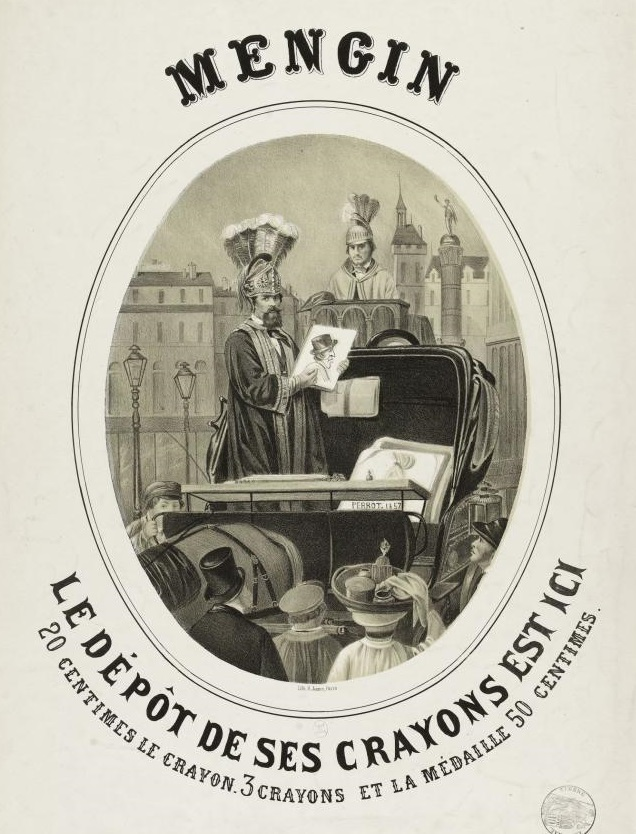
Affiche de 1857.

Mengin commence à être connu en tant que fabricant et marchand de crayons dès le début des années 1850. Ses articles sont déposés dans plusieurs commerces, principalement des débits de tabac, mais il les vend également lui-même sur les places de Paris et de province, et même quelquefois à l'étranger. On le rencontre le plus souvent sur la place de la Bourse ou celle de la Madeleine. En 1853, dans un article du Journal pour rire illustré par Bertall et consacré aux « saltimbanques » et « charlatans » des rues de Paris, Albert Monnier décrit la méthode de vente ambulante de Mengin. Par la suite, d'autres auteurs, comme Victor Fournel, Charles Yriarte et Alfred Delvau, apporteront des détails sur la routine, le déguisement et les boniments du marchand.

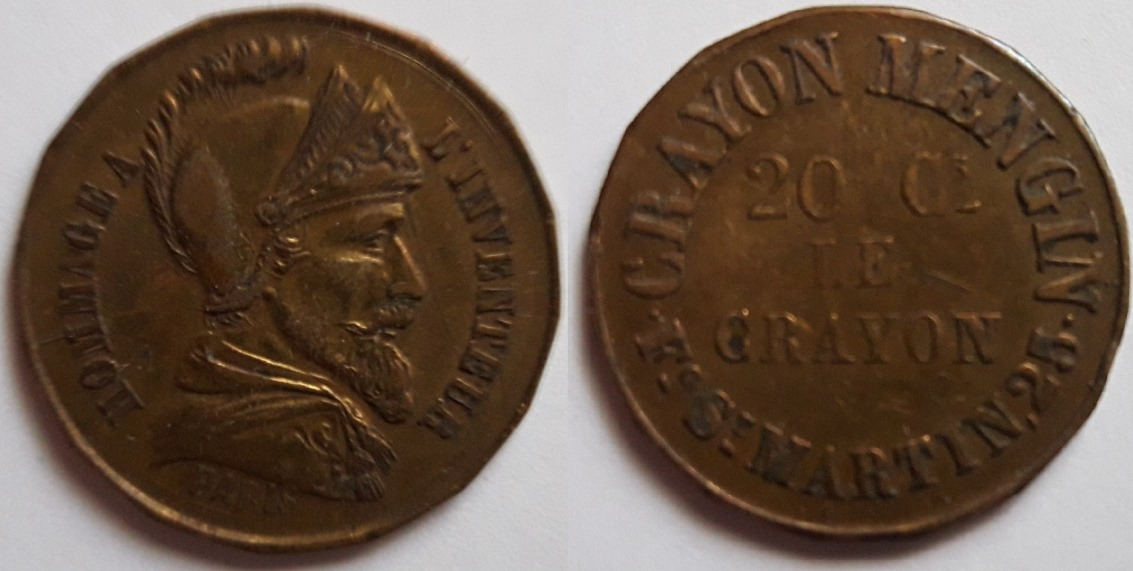
Médaille à l'effigie de Mengin, qui la vendait avec trois crayons pour 50 centimes.

À l'instar de certains dentistes de son époque, Mengin s'adresse au public du haut d'une voiture hippomobile. Celle-ci est pourvue, à l'avant, d'une capote à la manière d'un cabriolet et, à l'arrière, d'une plateforme surélevée où prend place un assistant, surnommé « Vert-de-Gris », qui joue d'un orgue de Barbarie pour attirer les badauds. La tenue fantaisiste et le casque empanaché arborés par les deux hommes suscitent la curiosité du public. Dans sa tirade, au cours de laquelle il multiplie les effets comiques, par exemple en passant brusquement d'une voix de ténor à une voix de basse, Mengin explique qu'il aurait eu l'idée de cet accoutrement un jour où la foule s'était détournée de lui au profit d'un saltimbanque déguisé en polichinelle. Il met ensuite en valeur ses crayons, en démontrant leur solidité par quelques tours, puis en s'en servant pour caricaturer des membres de son auditoire. Les crayons sont vendus pour vingt centimes, ou pour cinquante centimes les trois avec, en prime, une médaille en laiton à l'effigie du fabricant. Quand la vente ralentit, Mengin l'interrompt avec solennité et fait mine de se retirer. C'est alors que Vert-de-Gris accepte, avec une réticence feinte, de servir encore quelques clients, en faisant semblant d'agir rapidement à l'insu de son patron, ce qui a pour effet de relancer la vente.
Amateur de premières représentations au théâtre, Mengin y est souvent reconnu, malgré sa tenue de ville, par les titis parisiens qui l'acclament bruyamment.
En 1857, Le Figaro annonce la mort de Mengin. Cette nouvelle, bientôt démentie, est exploitée à des fins publicitaires par le marchand de crayons, qui poursuit sa tournée jusqu'à Genève.
Atteint par une maladie de poitrine, Mengin cesse de vendre en plein air à la fin de l'année 1863. Le 11 janvier suivant, il meurt à son domicile du no 25 de la rue du Faubourg-Saint-Martin. Inhumé deux jours plus tard au cimetière de Montmartre, il laisse une veuve et deux filles, dont l'une vient d'être amputée du poignet des suites d'une piqûre. Mengin n'ayant pas laissé à ses héritières la fortune qu'imaginaient certains journalistes, la vente de ses crayons est poursuivie par sa veuve. Après la mort de cette dernière, survenue en 1876, l'une de ses filles, artiste dramatique, cède l'entreprise des crayons Mengin à Pierre-Philippe Lechippey (1830-1885), dit Le Chippey,.
Très célèbre en son temps et admiré par Barnum, Mengin est mentionné dans les Odes funambulesques de Théodore de Banville (1857) et a inspiré à Albert Richard Smith l'un des personnages de son spectacle Ascent of Mont Blanc (L'Ascension du Mont Blanc) (1852-1856). René Luguet s'est souvenu du marchand ambulant et de son assistant pour écrire une saynète, Madame Mangin [sic], jouée aux Folies Bergère en 1881, sur une musique composée par Desormes, avec Christian dans le rôle de Mangin et Henriette Bépoix dans celui de Vert-de-Gris.

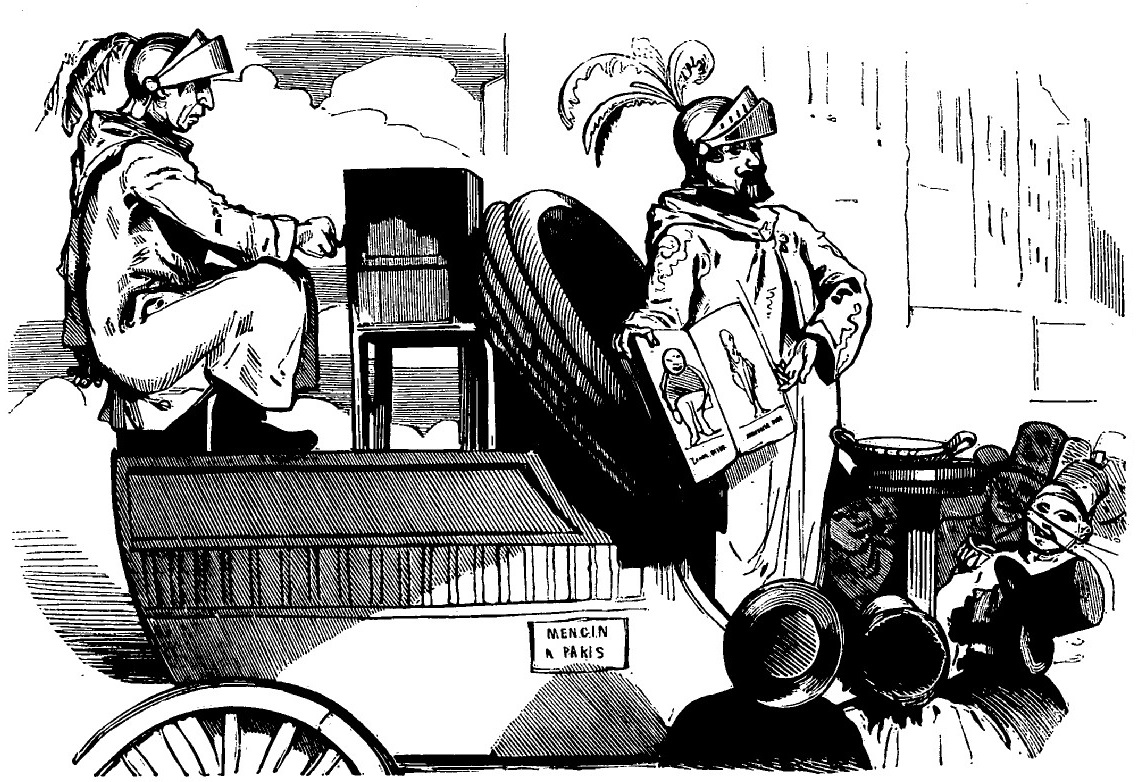
Mengin par Bertall (1853).
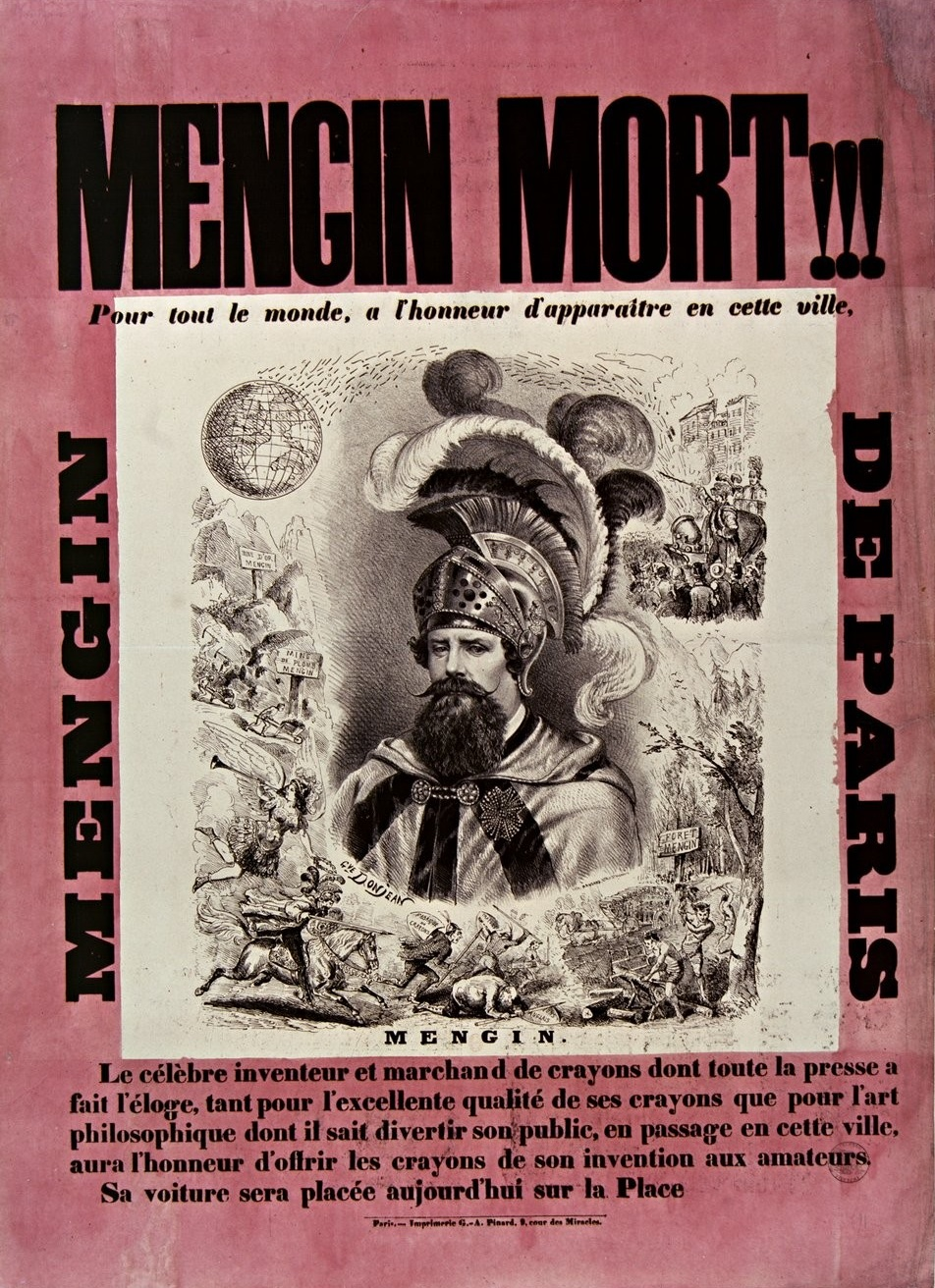
Affiche dessinée par Gustave Donjean (vers 1857).
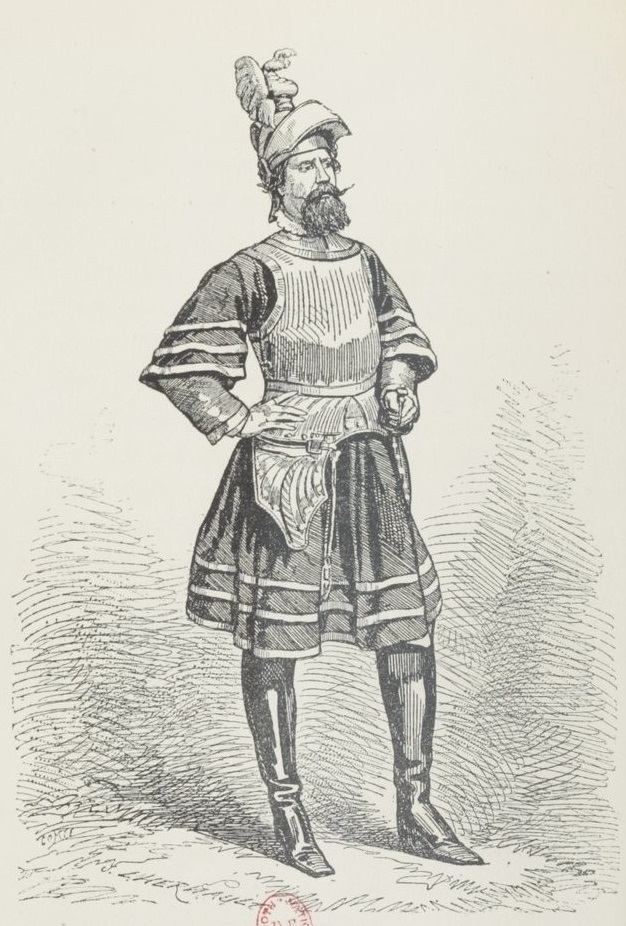
Mengin par Just L'Hernault (1864).
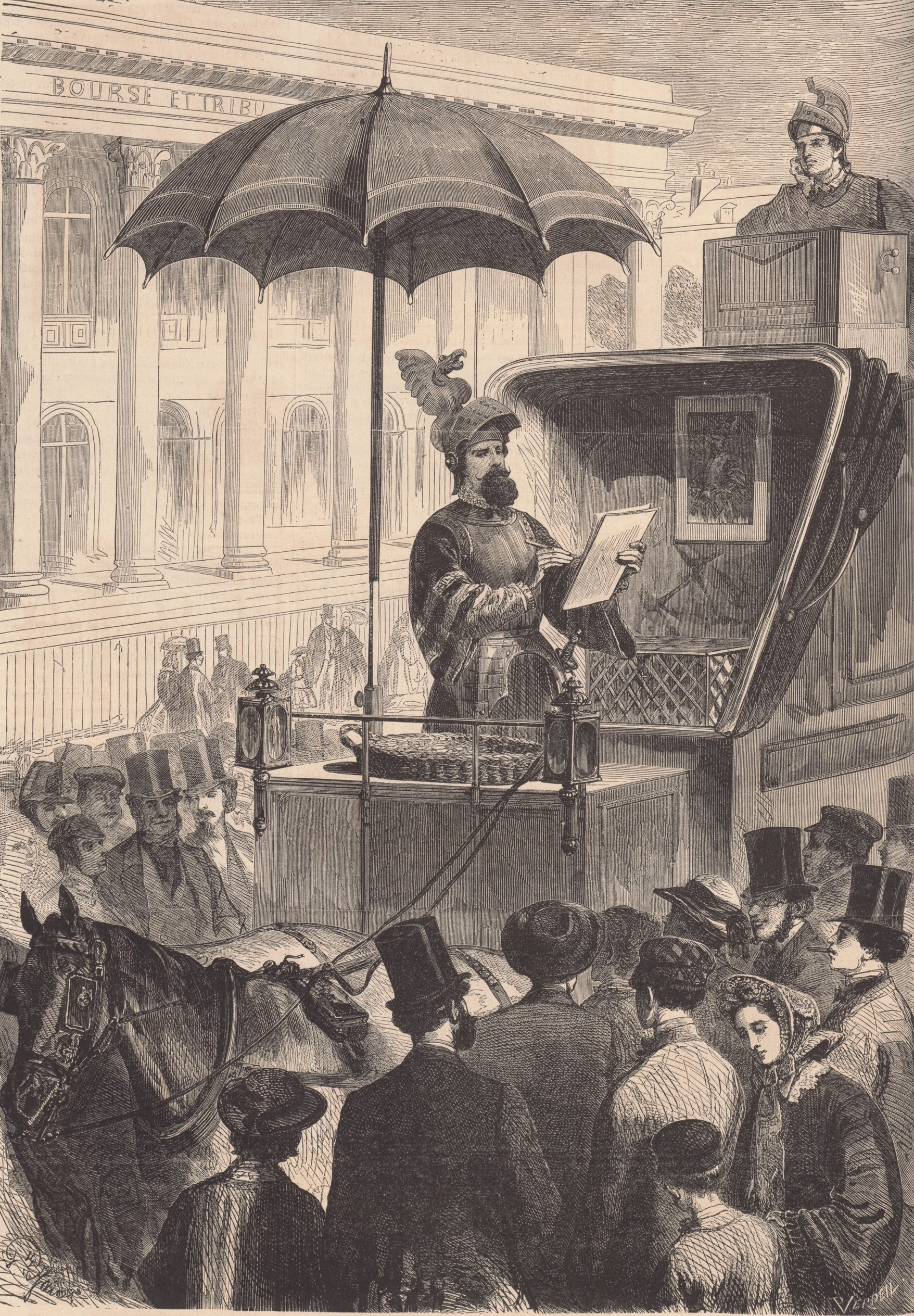
Mengin sur la place de la Bourse, par Pierre Verdeil (1864).
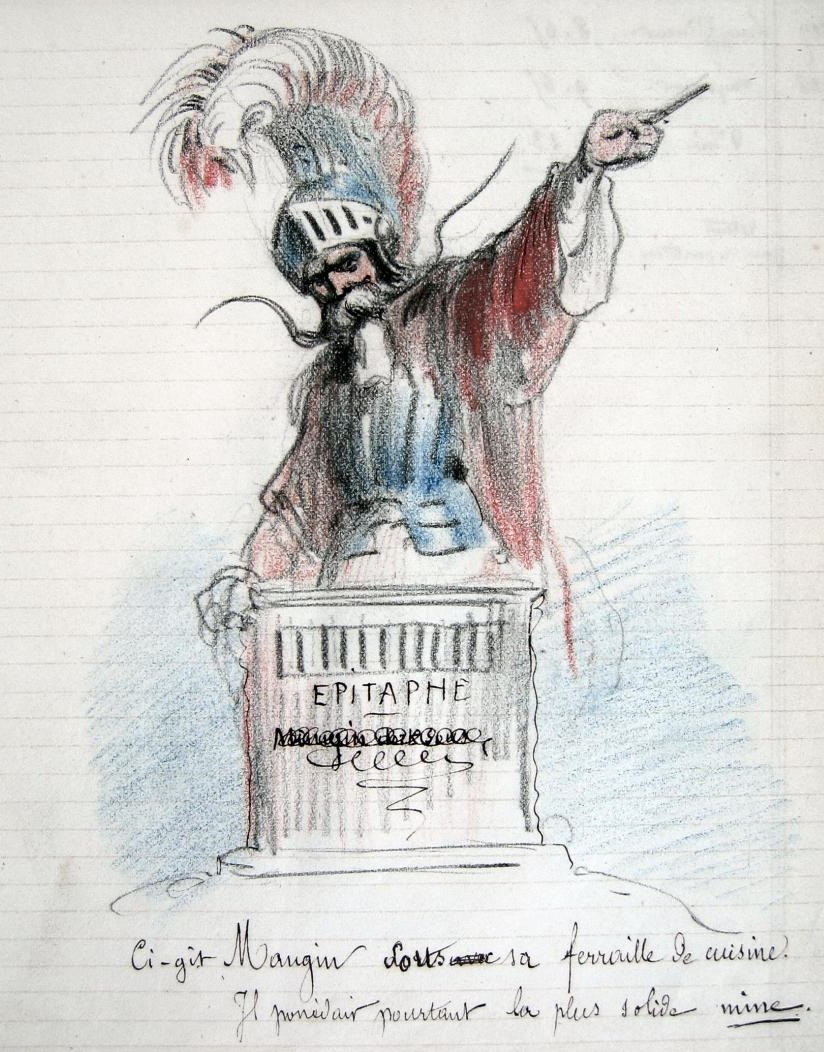
Caricature par Paul Hadol (vers 1864).
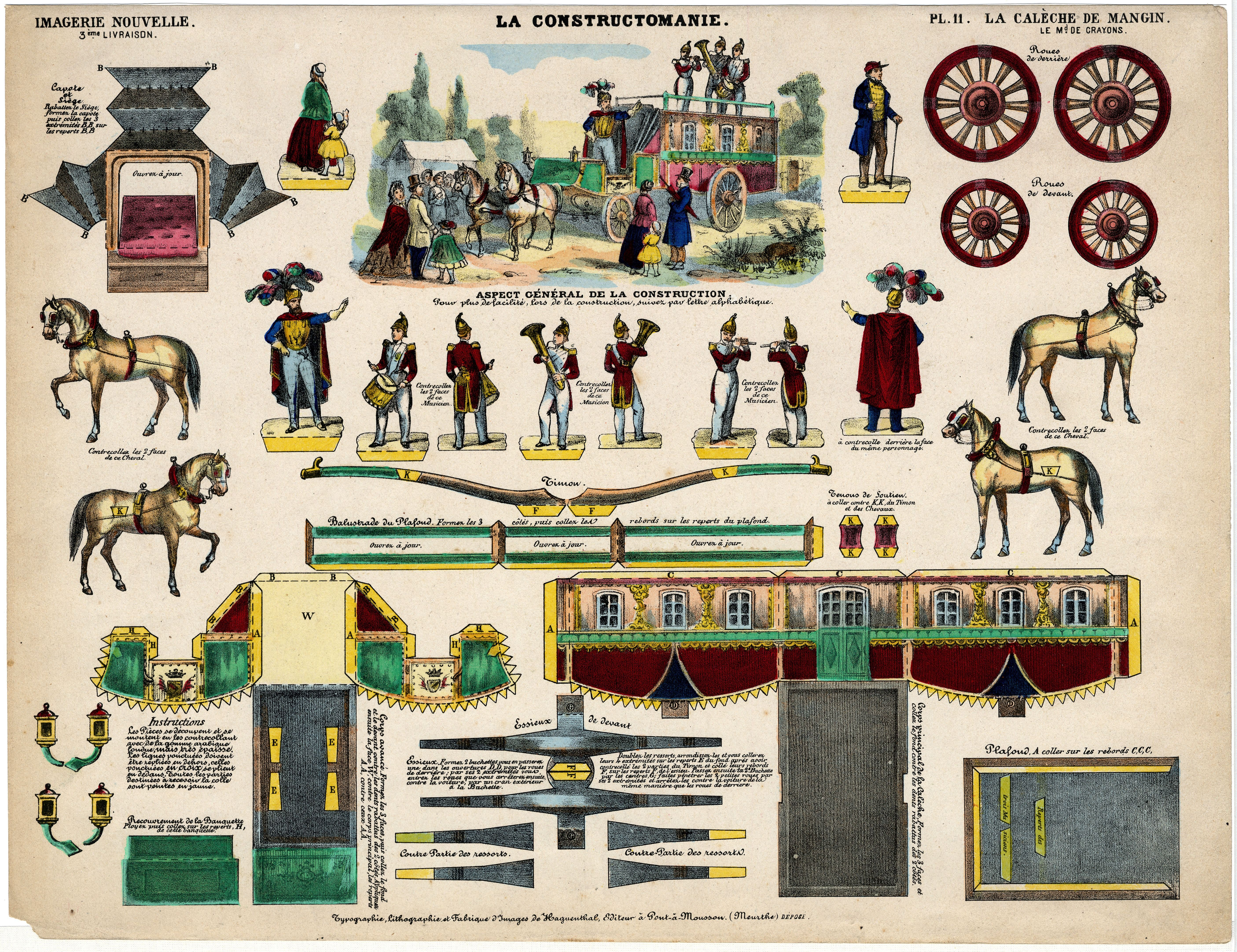
La Calèche de Mangin [sic], par Élie Haguenthal (1865).
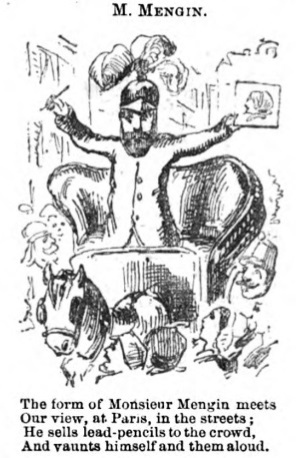
Mengin dans L'Ascension du Mont Blanc d'Albert Smith. Illustration de Cuthbert Bede (Edward Bradley) réalisée pour l’Épiphanie 1856 et publiée en 1874.
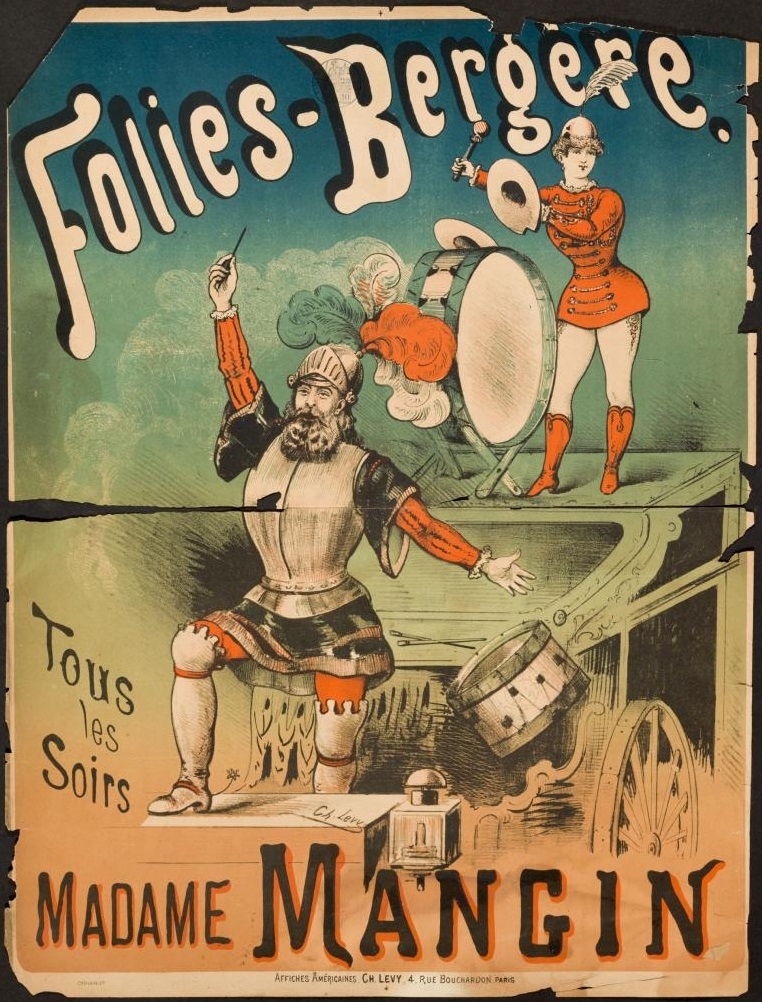
Affiche de Charles Lévy pour la saynète Madame Mangin (1881).